# Escuela Politécnica Superior de Ávila
La Escuela Politécnica Superior de Ávila es una escuela universitaria de la Universidad de Salamanca ubicada en el Campus de Ávila, en la ciudad de Ávila (España). Oferta estudios de pregrado y posgrado en ingeniería. 

## Historia
Los estudios de ingenierías técnicas se inician por primera vez en la ciudad de Ávila en el año 1991 con la implantación del título de Ingeniería Técnica en Topografía, en la entonces llamada Escuela Universitaria de Topografía.
Cuatro años después, en 1995, la Universidad de Salamanca aprueba la implantación en la misma escuela de la titulación de I.T.Obras de Públicas, en la especialidad de Hidrología, por lo que la antigua Escuela Universitaria de Topografía se convierte en Escuela Universitaria Politécnica.
La posterior incorporación, en 1998, de las titulaciones de Ingeniería Técnica de Minas (Especialidad Sondeos y Prospección Minera) y la titulación de segundo ciclo de Ingeniería en Geodesia y Cartografía, la transforman en la actual Escuela Politécnica Superior de Ávila. Además, se da entrada al Programa de Estudios Simultáneos, que permiten estudiar I.T.Obras Públicas e Ingeniería Técnica de Minas.
Con la llegada del Plan Bolonia, el curso académico 2008-2009 comenzó la extinción de la única titulación de segundo ciclo impartida en la Escuela, quedando reemplazada por el Máster Universitario en Geotecnologías Cartográficas en Ingeniería y Arquitectura.
En el curso 2010-2011 comenzó la extinción progresiva de las tres ingenierías técnicas impartidas hasta la actualidad, que se transformarán en el Grado de Ingeniería Geomática y Topografía (anterior Ingeniería Técnica en Topografía); Grado de Ingeniería Civil (anterior I.T.Obras Públicas - Hidrología), manteniendo la especialidad de Hidrología y ampliando los conocimientos impartidos de Transportes y Servicios Urbanos, así como de Construcciones Civiles; y el Grado de Ingeniería de la Tecnología de Minas y Energía (antes Ingeniería Técnica de minas), que cambia de especialidad, aunque se seguirán adquiriendo los conocimientos de Sondeos y Prospección Minera, aumentando también las asignaturas impartidas de otras especialidades.

## Titulaciones
En la Escuela Politécnica Superior de Ávila se imparten en la actualidad 3 planes de estudios de grados adaptados al EEES Ingeniería Civil, Ingeniería de Minas, Ingeniería geomática y topográfica y Doble grado Civil-Minas, 1 de máster y 1 programa de doctorado.

## Cursos de adaptación a los Grados en Ingeniería
En la disposición adicional cuarta, apartado tres, del Real Decreto 1393/2007 de 29 de octubre, modificado por el RD 861/2010 de 2 de julio, por el que se establece la ordenación de las enseñanzas universitarias oficiales, se contempla que, quienes estén en posesión de títulos oficiales de Diplomado, Arquitecto Técnico o Ingeniero Técnico y pretendan cursar enseñanzas dirigidas a la obtención de un título oficial de Grado, obtendrán el reconocimiento de créditos que proceda.
Al amparo de esta disposición, en la Escuela Politécnica Superior de Ávila, se está trabajando en las modificaciones a los título de Grado en Ingeniería necesarias para elaborar los cursos de adaptación o itinerarios formativos, dirigidos a que los Ingenieros Técnicos puedan adaptar su titulación a la de Graduados en Ingeniería. Estos itinerarios formativos han sido aprobados por el Consejo de Gobierno de la Universidad de Salamanca y están, actualmente, siendo evaluados por la Agencia de Evaluación de la Calidad ACSUCYL.